# Cruz Martínez Esteruelas
Cruz Martínez Esteruelas (l'Hospitalet de Llobregat, 1932 - Madrid, 2000) fou un advocat i polític falangista català. Va ser ministre del govern espanyol durant el franquisme.

## Biografia
Nascut el 4 de febrer de 1932 a L'Hospitalet de Llobregat. Advocat i polític. Va estudiar Dret a la Universitat de Deusto (Euskadi) i a la Universitat Complutense de Madrid, on es va llicenciar el 1953, i més tard obtingué el doctorat. Va ingressar per oposició al cos d'advocats de l'Estat (1957) i posteriorment en el cos de lletrats de les Corts (1960).
Casat amb Encarnación Oliveras Gajo. El matrimoni va tenir tres fills.

## Carrera política
La carrera política de Cruz Martínez s'estén durant el període del franquisme i durant la restauració democràtica:

### Durant el franquisme
Va ser nomenat (1962) director general del Patrimoni de l'Estat. L'any 1964 vicepresident del Banco de Crédito a la Construcción. Entre el 1965 i l'any 1968 delegat nacional-cap de l'assessoria jurídica de la Secretaria General del Movimiento. A partir d'aquest any inicia la seva carrera política al si del partit únic, com a procurador a les Corts espanyoles, i com a membre del Consell Nacional del Movimiento. Des de la secció d”Estructura y Organización del Movimiento” participarà activament en l'elaboració de la “Ley Orgánica del Movimiento y del Consejo Nacional”. La seva concepció política passava per la cohesió de l'Estat i enfortir el règim a partir de la descentralització i la participació ciutadana en la vida política.
Del 1968 al 1969 serà delegat nacional d'Associacions del Movimiento on intentà portar a terme el seu projecte però no va obtenir suport suficient. El 1970 fou vicepresident del Banco Hipotecario i poc després director de la Fundació Juan March entre 1970 i 1973, quan ja era secretari primer del Consell Nacional del Movimiento des de 1971.
Va ocupar el Ministeri de Planificació del Desenvolupament en el 13è Govern de la dictadura de l'11 de juny de 1973 al 3 de gener de 1974, en substitució de Laureà López Rodó. Més tard va ser Ministre d'Educació i Ciència en el 14è Govern franquista des del 3 de gener de 1974 a l'11 de desembre de 1975. Des del càrrec continuà desenvolupant la Llei General d'Educació. Partidari com era de la teoria de les elits i de posar fi a la massificació a les aules universitàries, impulsà la “Ley de Selectividad”. Ordenà el tancament de la Universitat de Valladolid per frenar l'activitat de l'oposició estudiantil antifranquista.
Després del seu pas pel Govern, va ser president d'Indústrias Químicas Procolor, SA i va presidir el partit polític Unión del Pueblo Español (UDPE).

### Etapa democràtica
En les eleccions generals de 15 de juny de 1977, va ser candidat per Aliança Popular al Congrés dels Diputats per la província de Terol, sense sortir elegit. Posteriorment es va dedicar a l'advocacia i a l'empresa, i també fou president del Fundació Tomàs Moro i professor de la Fundació San Pablo (CEU).
Va morir a Madrid el 17 de setembre de l'any 2000. Fou enterrat a la localitat madrilenya de Villaviciosa de Odón.

## Obres selecció
De l'obra de Cruz Martínez destaquen:
- La enemistad política (1970).
- Estudios de sociologia política, administración y economia en la nueva constitución de los Estados Unidos (1973).
- Monarquia y cambio social (1974).
- Cartas para el humanismo social (1976).
- La agonía del Estado. ¿Un nuevo orden mundial? (2000)